# 雙邊貿易
雙邊貿易专指兩個國家或地區之間的貿易，尤其是基於政府间双边交易的实物交易，而不使用硬通货支付。双边贸易协定的目的是通过记帐清算累积亏损的方式，使贸易逆差达到最小化。至於貨物、技術或服務貿易則是國際貿易的三種形式，多於兩個貿易者的則稱為多邊貿易。

## 方式
双边贸易主要是苏联或其他社会主义国家与混合经济的资本主义国家进行贸易的一种方式。苏联曾与印度和芬兰两国进行过双边贸易。苏联的商业是国有化的，而对方的交易方式是私有的资本主义商定方式。负责外国政策的政治家们的关系好坏与否对於商人们来说是十分重要的。这样的经济结构限制了本国制造业所能交易的物品，实际上对本国工业是一种补贴。在苏联解体前的几年里，苏联的债务累积已经达到惊人的高速度，结果是苏联需要用石油来偿还赤字，而石油是一种附加价值很低的商品，非常容易兑换成硬通货，这就妨碍了双边贸易的原则。随着苏联的解体，雙邊貿易这种贸易方式基本上已经消失了。双边贸易是双边主义的一种体现；相比之下，多邊主義尤其是多邊贸易协定变得更为重要。
战略商品，如核技术，仍以双边方式进行贸易，而不是在多边的公开市场上进行贸易。